# Neil deGrasse Tyson
Neil deGrasse Tyson (født 5. oktober 1958 i Manhattan, New York City i USA), er en amerikansk astrofysiker. Siden 1996 har han været direktør for Hayden Planetarium på Rose Center for Earth and Space, samt forsker på afdelingen for astrofysik ved American Museum of Natural History. Siden 2006 har han været vært på det pædagogiske tv-program NOVA scienceNOW på PBS og har været en hyppig gæst på The Daily Show, The Colbert Report, Real Time with Bill Maher og Jeopardy!, som en repræsentant for det videnskabelige samfund. Derudover er han vært for den årlige Isaac Asimov Memorial Debate til ære for Isaac Asimov.
Da han som direktør åbnede planetariet i 2000 med en model af vores solsystem med kun otte planeter, blev han for nogle personificering af beslutningen om, at planeten Pluto skulle omklassificeres, hvilket blev foretaget af den Internationale Astronomiske Union.
Siden 2009 har han fungeret som vært for podcastet StarTalk.
Den 5. august 2011 blev det meddelt, at Tyson skulle være vært på en ny efterfølger til Carl Sagans videnskabelige serie om rummet fra 1980, Cosmos: A Personal Voyage. Den nye serie, som fik navnet Cosmos: A Spacetime Odyssey, blev sendt første gang i marts 2014.

## Udvalgte priser og æresbevisninger

### Æresdoktorgrader
- 1997: York College, City University of New York
- 2000: Ramapo College, Mahwah, New Jersey
- 2000: Dominican College, Orangeburg, New York
- 2001: University of Richmond, Richmond, Virginia
- 2002: Bloomfield College, Bloomfield, New Jersey
- 2003: Northeastern University, Boston, Massachusetts
- 2004: College of Staten Island, City University of New York
- 2006: Pace University, New York City
- 2007: Williams College, Williamstown, Massachusetts
- 2008: University of Pennsylvania, Philadelphia, Pennsylvania
- 2010: University of Alabama in Huntsville, Huntsville, Alabama
- 2010: Rensselaer Polytechnic Institute, Troy, New York
- 2010: Eastern Connecticut State University, Willimantic, Connecticut
- 2011: Gettysburg College, Gettysburg, Pennsylvania
- 2012: Mount Holyoke College, South Hadley, Massachusetts
- 2012: Western New England University, Springfield, Massachusetts

### Priser
- 2001: Medal of Excellence, Columbia University, New York City
- 2004: NASA Distinguished Public Service Medal
- 2007: Klopsteg Memorial Award vinder
- 2009: Douglas S. Morrow Public Outreach Award fra Space Foundation
- 2009: Isaac Asimov Awards fra American Humanist Association [3]

### Honorær titler
- 2000: Sexiest Astrophysicist Alive, People Magazine[4]
- 2001: Asteroide: 13123 Tyson, omdøbt fra 1994 KA af IAU.
- 2001: The Tech 100 - vedtaget af redaktørerne af Crain's Magazine til at være blandt de 100 mest indflydelsesrige ledere indenfor teknologi i New York
- 2004: 50 Most Important African-Americans in Research Science.[5]
- 2007: Harvard 100: af de mest indflydelsesrige Harvard Alumni Magazine, Cambridge. Massachusetts
- 2007: The Time 100 - af redaktørerne på Time Magazine som en af de 100 mest indflydelsesrige personer i verden[6]
- 2008: Discover valgte Tyson som en af de 50 bedste hjerner inden for videnskaben.[7]

## Udvalgt bibliografi
For en liste over bøger af Tyson:
- Space Chronicles: Facing the Ultimate Frontier (2012) ISBN 0-393-08210-5
- The Pluto Files: The Rise and Fall of America's Favorite Planet (2009) ISBN 0-393-06520-0
- Death by Black Hole: And Other Cosmic Quandaries (2007) ISBN 0-393-33016-8
- The Sky Is Not the Limit: Adventures of an Urban Astrophysicist (1st ed. 2000 / 2nd ed. 2004) ISBN 978-1-59102-188-9
- Origins: Fourteen Billion Years of Cosmic Evolution (medforfatter med Donald Goldsmith) (2004) ISBN 0-393-32758-2
- My Favorite Universe (En tolv dels foredragsrække) (2003) ISBN 1-56585-663-5
- City of Stars: A New Yorker's Guide to the Cosmos (2002)
- Cosmic Horizons: Astronomy at the Cutting Edge (2000) ISBN 1-56584-602-8
- One Universe: At Home in the Cosmos (2000) ISBN 0-309-06488-0
- Just Visiting This Planet (1998) ISBN 0-385-48837-8
- Universe Down to Earth (1994) ISBN 0-231-07560-X
- Merlin's Tour of the Universe (1989) ISBN 0-385-48835-1